# De Cive

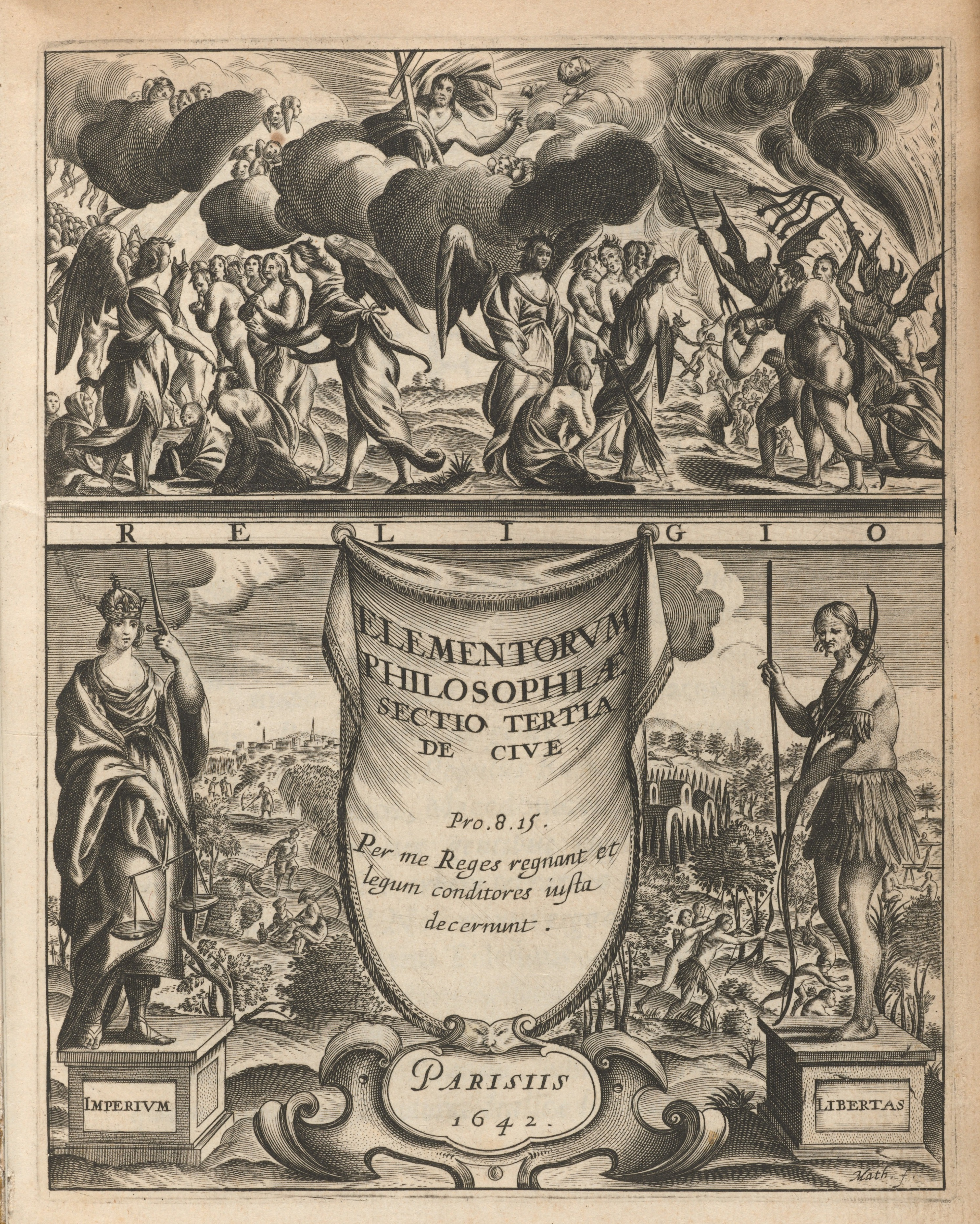
De Cive, 1642

De Cive (lat. Über den Bürger) ist der Kurztitel eines der Hauptwerke von Thomas Hobbes. Diese Schrift trug in der ersten Ausgabe von 1642 den Titel Elementorum philosophiae sectio tertia de cive. Die späteren Ausgaben trugen den Titel Elementa philosophica de cive.

## Entstehung
Der ursprüngliche Titel verweist auf Hobbes’ Absicht, das Buch als dritten Teil seines philosophischen Systems der Elementa philosophiae zu veröffentlichen, das außerdem die Systemteile De corpore (Vom Körper) und De homine (Vom Menschen) umfassen sollte. Der spätere Titel geht auf einen Vorschlag von Hobbes’ Verleger zurück, der aus ökonomischen Überlegungen vorschlug, den Systembezug auszublenden.
Politische Unruhen nötigten Hobbes, zuerst De Cive zu schreiben, wenngleich dieses Werk systematisch gesehen an den Schluss gehört. Es setzt sich aus drei Teilen zusammen: Libertas (Freiheit), Imperium (Herrschaft) und Religio (Religion).

## Inhalt
Im ersten Teil beschreibt Hobbes den Naturzustand, in dem der Mensch sich zunächst befindet, und das Naturrecht, das für Hobbes keine ethische Grundlage hat, sondern nur angibt, wie man optimal (aus Eigennutz) handeln soll (Kapitel II, § 1). Im zweiten Teil begründet er die Notwendigkeit, im Interesse aller Individuen eine stabile Regierung zu gründen. Im letzten Teil werden die wichtigsten Behauptungen mit theologischen Argumenten untermauert.

## Ausgaben und Übersetzungen
Das Buch erschien 1642 auf Lateinisch, 1647 folgte eine revidierte bzw. ergänzte Fassung, in der Hobbes in einigen Anmerkungen auf Einwände seiner Kritiker antwortete. Eine englische Übersetzung, die ohne Hobbes’ Mitwirkung zustande kam, wurde zuerst 1651 unter dem Titel Philosophicall Rudiments Concerning Government and Society veröffentlicht. Zuvor war im Jahre 1649 eine französische Übersetzung unter dem Titel Elemens philosophiqves du citoyen. Traicté politiqve, où Les Fondements de la Societé civile sont decouverts (Übersetzer: Samuel Sorbière) erschienen.

## Textausgaben
- Thomas Hobbes: Elementorum Philosophiæ: sectio tertia; de cive. Paris 1642.
- Thomas Hobbes: Elementa philosophica de cive. Amsterdam 1647.
- Thomas Hobbes: Hobbes: De Cive. The Latin Version. A Critical Edition by Howard Warrender, Oxford 1983 [The Clarendon Edition of the Philosophical Works of Thomas Hobbes, vol. II]
- Thomas Hobbes: De cive / Vom Bürger. Lateinisch/Deutsch. Hrsg. unter Mitarbeit von Isabella Zühlke von Andree Hahmann und Dieter Hüning. Übersetzt von Andree Hahmann. Ditzingen 2017 [Reclams Universal-Bibliothek Nr. 18601]. [Der Abdruck des lateinischen Textes folgt der Edition Thomas Hobbes: De Cive. The Latin Version. Critical Edition by Howard Warrender, Oxford 1983].
- Thomas Hobbes: Vom Bürger. Vom Menschen. Hrsg. Lothar Waas Übersetzt von Lothar Waas. Felix Meiner Verlag, Hamburg 2017.

## Weblink
- Deutsche Übersetzung von 1918